# Economia del Texas
Se il Texas fosse considerato come una nazione indipendente, la sua economia verrebbe considerata la dodicesima del mondo. 
Il PIL pro capite era di 47.548 dollari nel 2007.
Nel 2006, la rivista Fortune 500, lista annuale compilata e pubblicata dalla rivista Fortune che classifica le 500 maggiori imprese societarie statunitensi misurate sulla base del loro fatturato,, si ritrovano 6 aziende nelle prime 50 e 46 in totale, superando ogni altro Stato

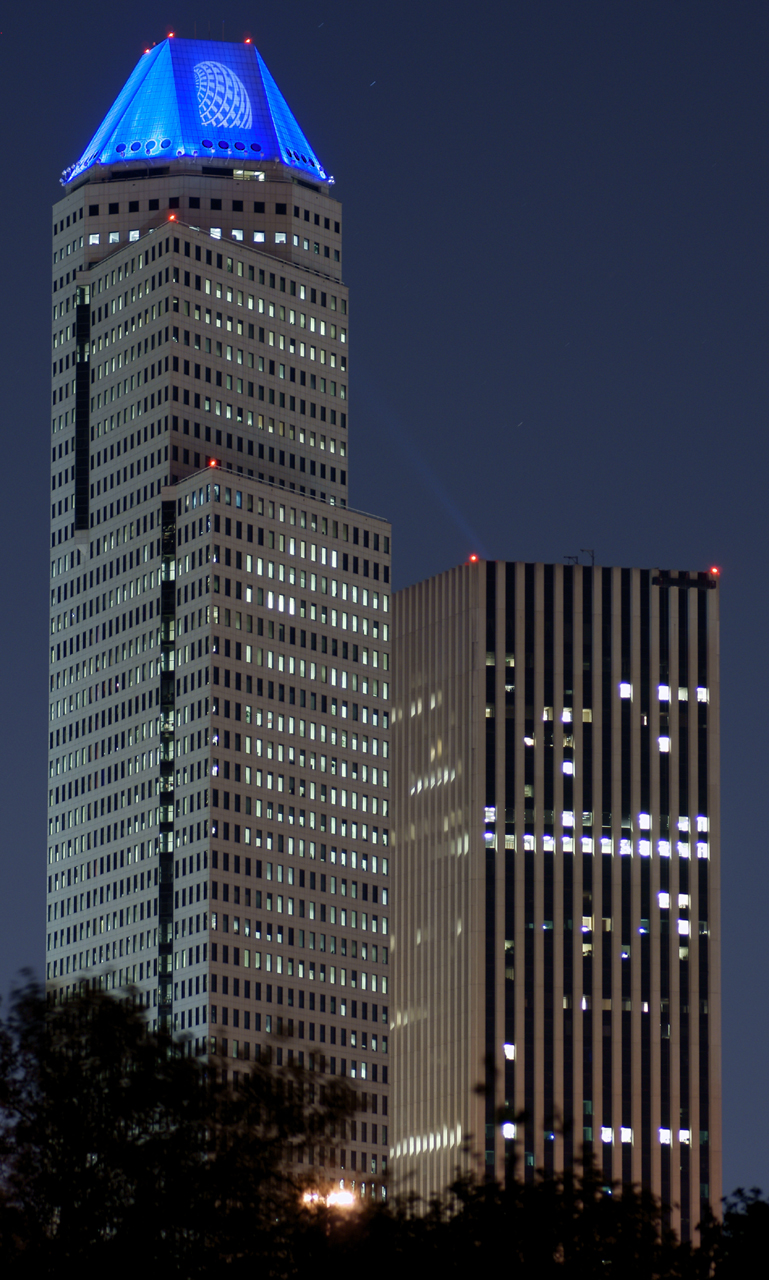
Il Continental Center I, parte della Continental Airlines e la KBR Tower, della KBR

L'economia è molto dinamica: il suo tasso di crescita è stato del 4,7% nel tra il 2006 e il 2007, il 5° più elevato negli USA.
I fattori che promuovono il dinamismo economico sono molteplici: alcuni sono fattori naturali, come la posizione centrale, il clima attraente e l'abbondanza di risorse. Altri fattori sono politici, come l'assenza di imposte sul reddito e la generale bassa imposizione fiscale. Infine, si registra un'abbondanza di manodopera e una fitta rete di trasporti di elevata qualità. Tuttavia, vi sono disparità economiche tra le varie regioni e tra i gruppi sociali: difatti la crescita economica va principalmente a beneficio delle città dello Stato.

## Storia
A metà del XX secolo l'economia texana era basata principalmente sull'attività agricola e sul petrolio; in seguito lo Stato conobbe una notevole urbanizzazione e diversificazione delle sue attività. Grazie anche al fatto che negli anni 1950-1960 venne realizzata la NASA, nel XXI secolo accanto ai settori tradizionali si svilupparono industrie e tecnologie avanzate.
Alla fine del 2006 il prodotto interno lordo ammontava a 1.090 miliardi di dollari, il secondo più elevato negli USA
Tra agosto 2007 e agosto 2008 sono stati creati 252.000 posti di lavoro, attestando il tasso di disoccupazione al 5% nel mese di agosto 2008, 1,1 punti percentuali al di sotto della media nazionale.

## Agricoltura
Il Texas è al primo posto negli Stati Uniti per numero e dimensioni delle aziende agricole, per numero di capi di bestiame e per la produzione di cotone.
La diversità di climi e la dominanza di pianure e altopiani favoriscono la crescita di piante diverse: frumento nella regione delle Grandi Pianure, cotone a est, culture subtropicali sulla costa (riso, canna da zucchero) e frutta e ortaggi nella valle del Rio Grande.
L'allevamento ovino è praticato soprattutto sull'Edwards Plateau, mentre quello bovino nella regione del Texas Panhandle e nella zona occidentale per mezzo della tradizionale struttura del ranch. Il legname è sfruttato nelle foreste orientali.
Anche la pesca è sviluppata: i principali prodotti sono gamberetti, granchi, salmoni e pesci gatto.

## Esportazioni
Il Texas è uno Stato che fonda parte della sua economia nelle esportazioni. Nel 2008 ammontano a 192,2 miliardi di dollari. Nel 2002, il Porto di Houston parlando di volume totale di carico è stato fra i primi porti;
Lo Stato conta 33 zone Economiche Speciali.

## Petrolio

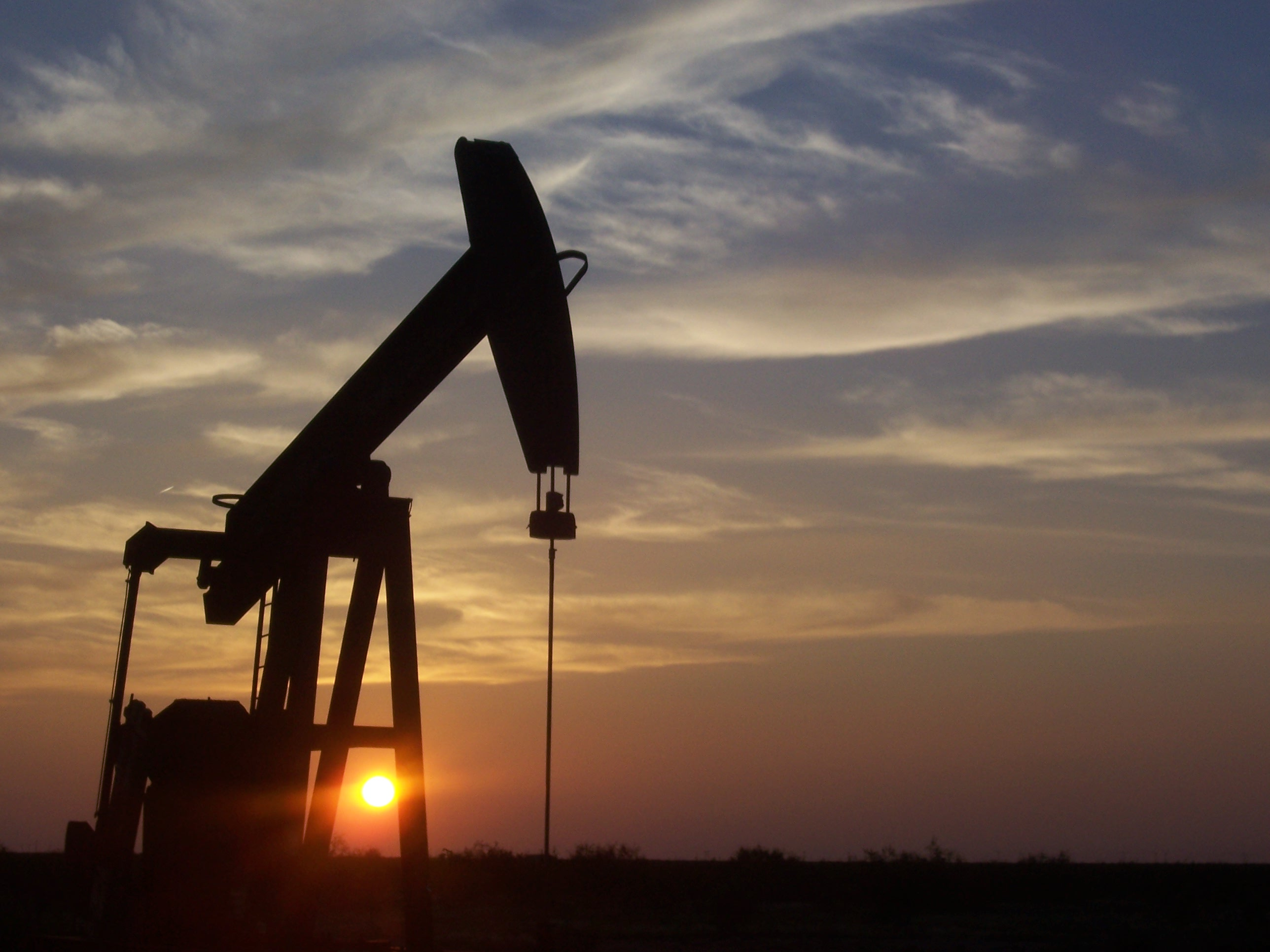
Una pompa per l'estrazione del petrolio a sud di Midland.

Nonostante la recente diversificazione, l'economia del Texas è ancora soggetta alle variazioni del prezzo del petrolio: la produzione petrolifera è stata di 1.241.000 di barili al giorno nel 2002, ed ha costituito il 26% del PIL nel 1981 e il 10% nel 2000. Il Texas possiede circa un quarto delle riserve di idrocarburi degli USA. Le principali regioni produttrici sono le coste del Golfo del Messico e il Bacino Permiano. Il petrolio texano (West Texas Intermediate) è considerato uno dei migliori d'America .

## Energia eolica
Il Texas può anche contare sul suo potenziale di energia eolica, solare e idroelettrica. 
Nel 2006 è diventato il primo Stato produttore di energia eolica del paese davanti alla California e alla fine del 2007 le turbine eoliche qui installate sviluppavano un totale di 4.356 megawatt. Altri progetti sono in fase di studio: TXU Corporation e Shell stanno progettando la più grande centrale eolica del mondo, con una capacità di 3.000 MW. L'energia eolica fornisce il 3% del consumo energetico, l'equivalente di un milione di case.

## Industria
L'industria pesante è dominata dalla trasformazione degli idrocarburi: il Texas possiede 26 raffinerie che rappresentano un quarto della capacità di raffinazione del paese. Esse sono concentrate nelle aree portuali e industriali della costa. La capacità totale di raffinazione del petrolio è 4,6 milioni di barili al giorno. I prodotti raffinati sono poi spediti attraverso condotte in tutti gli Stati Uniti o esportati mediante navi da Port Arthur, Texas City, Galveston, Freeport, Port Lavaca e Corpus Christi. Diverse compagnie petrolifere hanno la loro sede nello Stato, come ConocoPhillips, Halliburton e Marathon Oil a Houston, ExxonMobil ad Irving, Valero Energy a San Antonio.
Dalla seconda metà del XX secolo, hanno iniziato a svilupparsi le industrie ad alta tecnologia, facendo diventare il Texas uno dei principali poli del Sun Belt e degli Stati Uniti. 
Le industrie tecnologiche sono concentrate soprattutto nelle città: ad esempio la società informatica Silicon Hills si trova ad Austin. Molte aziende lavorano in collaborazione con l'Università del Texas. Da segnalare anche la Silicon Prairie, chiamata anche Telecom corridor, che comprende circa 600 aziende nel settore delle tecnologie dell'informazione e della comunicazione, lungo la strada che attraversa il nord dell'area metropolitana Dallas-Fort Worth.

### Tecnologia

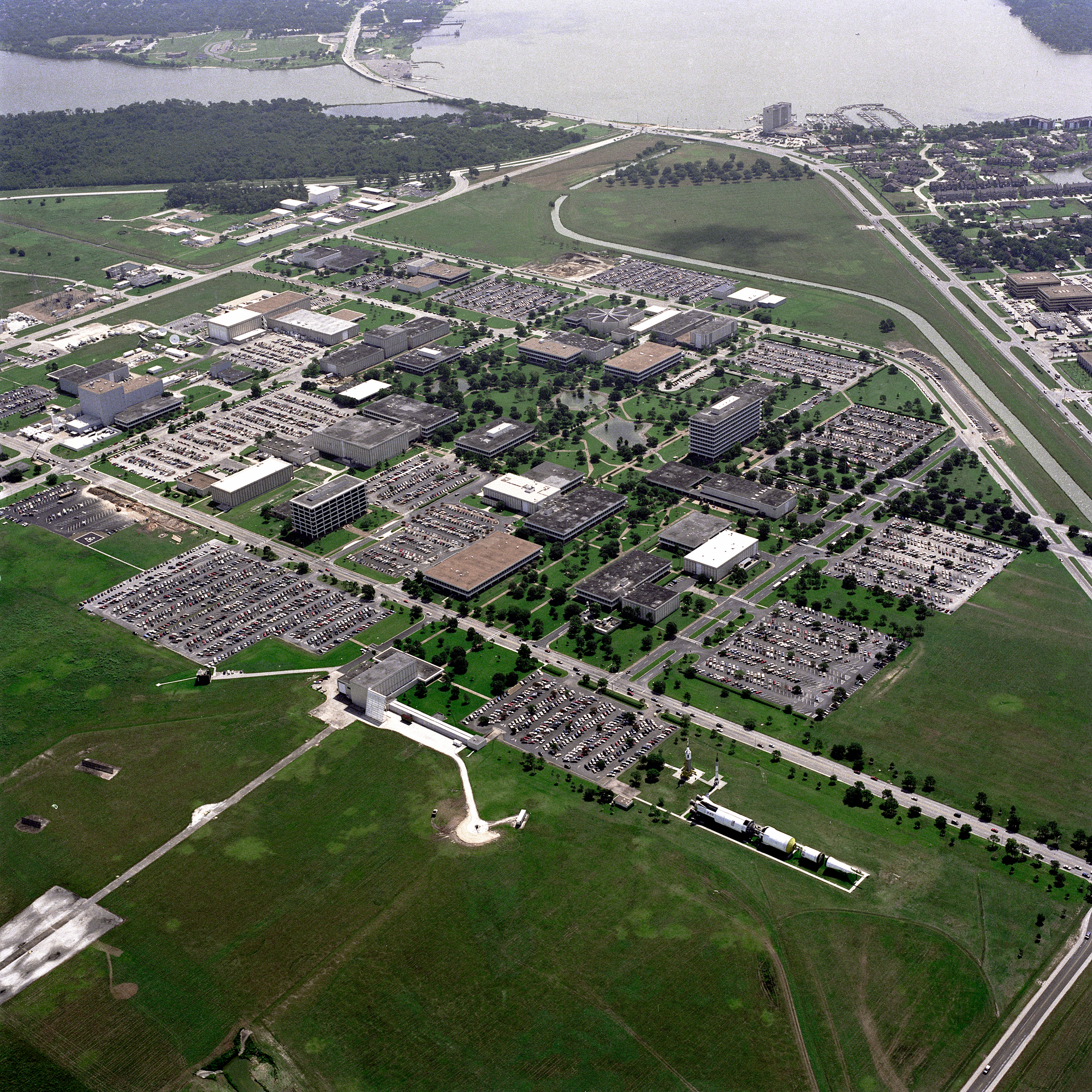
Vista aerea del Johnson Space Center facility ad Houston, Texas. In lontananza si osserva il lago Clear

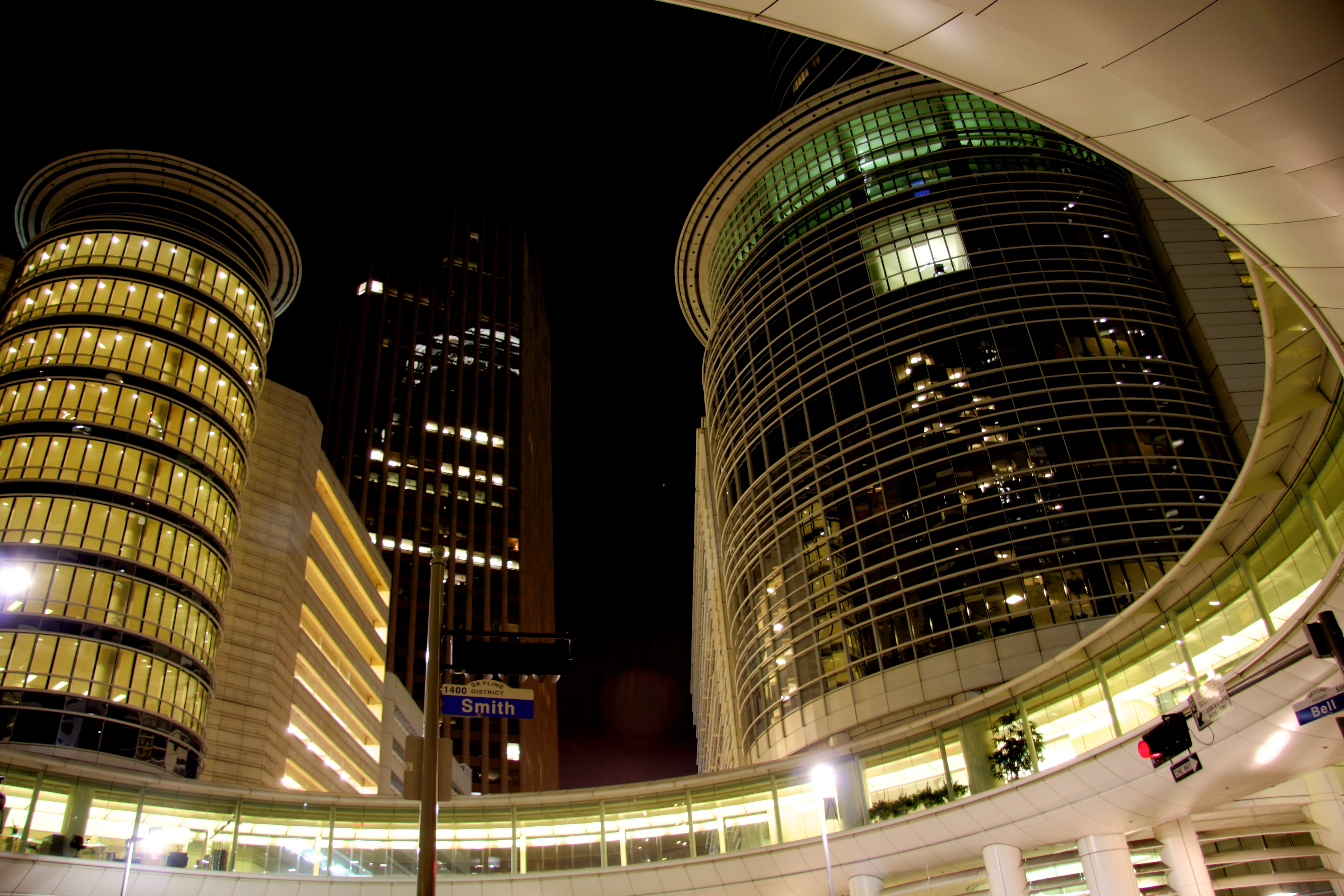
Enron Complex, situato al 1400 Smith Street, Houston:Sede iniziale della Enron, ora si ritrova la Chevron Corporation

Nel Texas e più precisamente a Clear Lake City che dal 1977 è divenuta parte di Houston si ritrova il complesso Lyndon B. Johnson Space Center, ("JSC"), il Centro di Controllo delle Missioni (Mission Control Center - MCC) della NASA per tutti i voli spaziali con equipaggio umano.]. Per questo tutte le frasi prononciate dagli astronauti iniziavano con la parola "Houston". La più famosa è senz'altro "Houston, abbiamo un problema" pronunciata durante la missione Apollo 13.
Il JSC fu originariamente chiamato "Manned Spacecraft Center" nel 1961 e successivamente rinominato "Lyndon B. Johnson Space Center" nel 1973, in onore del presidente degli Stati Uniti Lyndon B. Johnson.
Fort Worth ospita invece la divisione aerospaziale di Lockheed Martin e il costruttore d'elicotteri Bell Helicopter Textron..
Tra le diverse imprese legate all'alta tecnologia con sede in Texas vi sono anche le seguenti: Dell (computer, a Round Rock), Texas Instruments (componenti elettronici e semiconduttori, a Dallas), Perot Systems (servizi informatici, a Plano), AT&T Inc. (servizi di telefonia, Dallas) ed Electronic Data Systems (tecnologia dell'informazione, Plano).
Inoltre la Enron fu una delle più grandi multinazionali statunitensi, operanti nel campo dell'energia, la società, creata nel luglio del 1985 andò in bancarotta nel 2001 e il nome venne modificato in Enron Creditors Recovery Corp. (ECRC) dopo che la United States Bankruptcy Court approvò il piano di riorganizzazione. Nel 2004 uscì un film di Spike Lee intitolato Lei mi odia (titolo originale She hate me), che tratta proprio del fallimento della Enron, sostituendo la multinazionale dell'energia con una farmaceutica.

## Settore terziario

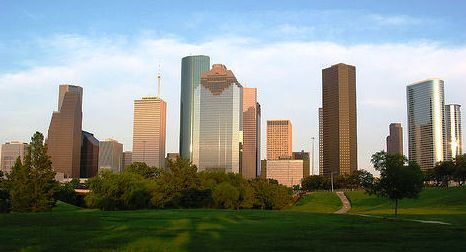
Il quartiere degli affari di Houston.

Il settore terziario si è diversificato e sviluppato a partire dal 1945, ed è rappresentato da aziende attive nel settore dell'abbigliamento (Men's Warehouse), dei ristoranti (Landry's Restaurants Inc.), della salute (Tenet Healthcare) e della grande distribuzione (Whole Foods Market).
L'area metropolitana Dallas-Fort Worth è la seconda area commerciale degli Stati Uniti e Highland Park Village presenta la più grande concentrazione di centri commerciali per abitante.
Gli hotel Hilton sono nati nel 1919 a Cisco, quando il fondatore Conrad Hilton aprì il suo primo albergo. Il secondo venne edificato a Dallas nel 1925.
Lo Stato è importante anche per il settore televisivo, soprattutto nella regione di Austin. La serie TV Dallas è stata girata a Southfork Ranch (Plano), mentre la seconda e la terza stagione di Prison Break a Dallas. Diversi studi cinematografici di Hollywood hanno delocalizzato la loro produzione nella regione di Austin. Il gruppo Clear Channel Communications ha sede a San Antonio, mentre Pi Studios e Timegate Studios si trovano nella zona di Houston. Infine, Blockbuster Video e Cinemark Theatres sono presenti nell'area metropolitana Dallas-Fort Worth.
Infine anche la finanza è molto sviluppata. I due centri più importanti sono Dallas e Houston, dove le compagnie petrolifere sono ben rappresentate.

### Turismo

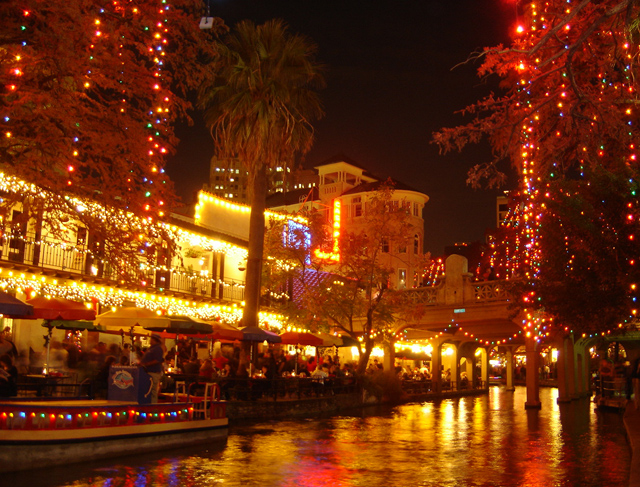
San Antonio River Walk a San Antonio, natale 2005

Il turismo è un settore molto dinamico: la cultura ispanica a El Paso e San Antonio, qui molto famosa è la San Antonio River Walk (conosciuta anche con il nome di Paseo del Río) essa venne creata in seguito all'alluvione del settembre del 1921, avvenuto lungo il fiume San Antonio, dove morirono circa 50 persone.
L'architetto Robert Harvey Harold Hugman (1902-1980) espose quindi la sua idea nel 1929 e venne realizzato questa opera.
Il folclore western a Fort Worth, i centri balneari di Galveston, Corpus Christi e Padre Island e i centri congressi a Houston e Dallas attraggono numerosi visitatori da tutto il mondo.